# Вигиланский кодекс

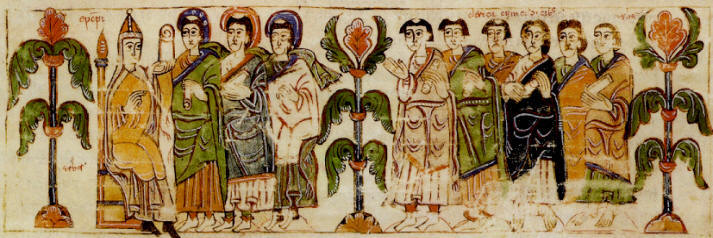
Народ Толедо.

Вигиланский (Альбельденский) кодекс, полное название которого лат. Codex Conciliorum Albeldensis seu Vigilanus —  иллюминированная компиляция различных документов вестготского периода в Испании. Среди большого количества текстов, собранных составителями, находятся каноны Толедских соборов, Вестготская правда, декреты некоторых ранних пап и писания Святых Отцов, исторические сочинения (такие как Хроника Альбельды и жизнеописание Мухаммеда), отрывки из публичного и церковного права, а также календарь. 

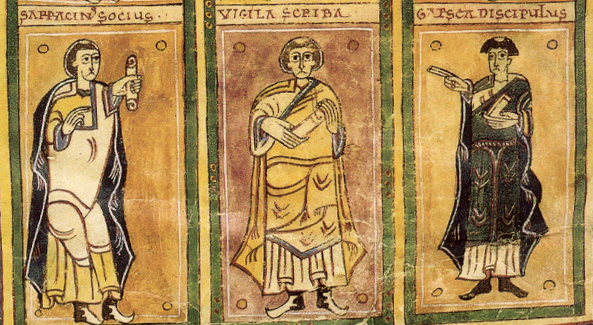
Писцы: Серрацино, Вигила и Гарсия, изображённые Вигилой.

Составителями рукописи были три монаха из риохского монастыря святого Мартина: иллюстратор Вигила, в честь которого назван сборник; Серрацино, его друг; и Гарсия, его ученик. Составление сборника было завершёно в 976 году, его оригинал хранится в Эскориале (как Escorialensis d I 2). В это время Альбельда была культурным и интеллектуальным центром Памплонского королевства. Рукописи сборника прославляли не только древних вестготских королей-законодателей — Хиндасвинта, Реккесвинта и Эгики — но и современных правителей Наварры: Санчо II и его жену Урраку, его брата Рамиро Гарсеса, короля Вигеры.
Помимо прочей полезной информации, кодекс содержит первое упоминание и изображение арабских цифр (кроме нуля) в Западной Европе. Они появились через мавров в Испании около 900 года.

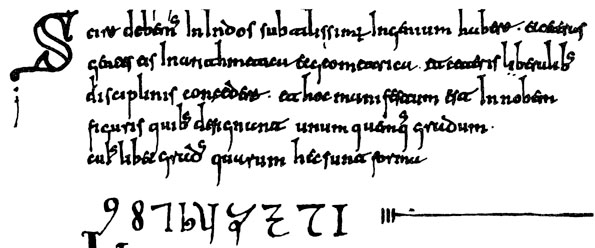
Первые арабские цифры на Западе.

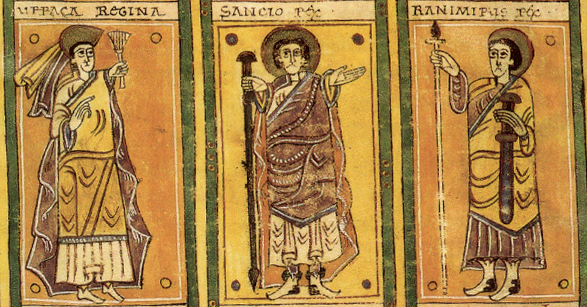
Санчо в центре, Уррака слева, Рамиро справа

Стиль иллюминирования уникален, сочетая вестготское, мосарабское и каролингское искусство. В шаблонах переплетающихся орнаментов видно каролингское и итало-византийское влияние. Большее каролингское и меньшее византийское влияние заметно в Эмилианском кодексе, копии Вигиланского созданной в Сан-Мильян-де-ла-Коголья в 992 году разными иллюстраторами.